# En el amor hay que perdonar
"En El Amor Hay Que Perdonar" é uma canção da cantora e compositora mexicana Belinda, sendo o primeiro single do seu quarto álbum de estúdio, intitulado Catarsis, lançado em 2013.

## Videoclipe
O clipe foi gravado em Cancún,México.Belinda parece ser uma prisioneira:há partes em que ela está amarrada em uma rocha, e em outra, ela está presa em uma caverna congelando.Ela também caminha na chuva por uma floresta, como se estivesse perdida.Mas há partes em que ela parece uma rainha, usando roupas diversificadas como um vestido longo amarelo, e outro verde escuro.Ela também usa uma espécie de coroa de penas, ao lado de uma águia e uma onça.Uma parte que chama a atenção é quando ela caminha na praia de biquíni, mostrando seu lado adulto e sensual.Há partes em que ela aparece fazendo uma "dança tribal" acompanhada de dançarinas, e em outras, ela rodopia em cima de uma grande rocha.

## Antecedentes e composição
Em 2011, Belinda começou a produzir seu quarto álbum de estudio, em 4 de julho de 2012, Belinda lançou uma teaser do single em seu canal do YouTube. A canção foi escrita por Belinda, José Ignacio Peregrín Gutiérrez, Joan Ortíz e Víctor "El Nasi", que além disso produziu a mesma.

## Arte da Capa
A capa do single mostra uma imagem da cantora na qual se mostra sem roupa e com mãos de oração, foi realizada pelo artista Gildo Medina a base de tinta azul durante dois dias, que representa imagens oniricas, momentos épicos, em uma atmosfera natural e surrealista.

## Lista de faixas
| Download digital |                               |                                                                                            |         |  |
| N.º              | Título                        | Compositor(es)                                                                             | Duração |  |
| 1.               | "En El Amor Hay Que Perdonar" | Belinda, Víctor "El Nasi" Martínez, José Ignacio Peregrín Gutiérrez, Joan M. Ortíz Espada. | 4:01    |  |

## Desempenho nas tabelas musicais

### Posições
| Parada musical (2012)                | Melhor posição |
| ------------------------------------ | -------------- |
| Argentina – Top 100 Argentina        | 1              |
| Colômbia – Colombia Singles Chart    | 5              |
| Estados Unidos – Latin Pop Songs     | 18             |
| Estados Unidos – Top Latin Songs     | 39             |
| Japão – Japan Hot 100                | 90             |
| México – Top 100 México              | 1              |
| Dinamarca – Top 100 Dinamarca        | 1              |
| Venezuela – Venezuelan Singles Chart | 3              |

## Histórico de lançamento
| País   | Data                | Formato                   |
| ------ | ------------------- | ------------------------- |
|        | 18 de junho de 2012 | Radio                     |
| México | 19 de junho de 2012 | Download digital          |
|        | 19 de junho de 2012 | Download digital          |
|        | 19 de junho de 2012 | Download digital          |
|        | 19 de junho de 2012 | Download digital          |
|        | 19 de junho de 2012 | Download digital          |
|        | 20 de julho de 2012 | Download digital - Balada |
|        | 20 de julho de 2012 | Download digital - Balada |
|        | 20 de julho de 2012 | Download digital - Balada |
|        | 20 de julho de 2012 | Download digital - Balada |
|        | 20 de julho de 2012 | Download digital - Balada |
|        | 20 de julho de 2012 | Download digital - Balada |
|        | 20 de julho de 2012 | Download digital - Balada |